# Mentaras
Mentaras is een bestuurslaag in het regentschap Gresik van de provincie Oost-Java, Indonesië. Mentaras telt 2733 inwoners (volkstelling 2010).